# Ghiacciaio Robson
Il ghiacciaio Robson è un ghiacciaio lungo circa 5,6 km situato nella regione centro-occidentale della Dipendenza di Ross, in Antartide. Il ghiacciaio, il cui punto più alto si trova a circa 1200 m s.l.m., si trova in particolare sul versante settentrionale della dorsale Gonville and Caius, dove fluisce verso nord partendo dal versante settentrionale del monte Brigham e scorrendo tra la cresta Red, a ovest, e lo sperone Prescott, a est, fino a terminare il proprio corso in un flusso ghiacciato ai piedi del nunatak Redcliff.

## Storia
Il ghiacciaio Robson è stato mappato dai membri della spedizione Terra Nova, condotta dal 1910 al 1913 e comandata dal capitano Robert Falcon Scott, ed è stato così battezzato da Thomas Griffith Taylor, capo della squadra occidentale della spedizione, tuttavia il motivo di tale nome non ci è pervenuto.